# Flora di Cordova
Santa Flora di Cordova (Cordova, ... – Cordova, 24 novembre 851) è venerata come santa e martire dalla Chiesa cattolica.

## Biografia
Nacque a Cordova nella Spagna islamica, da padre musulmano e madre cristiana. Una volta morto il padre fu educata al cristianesimo insieme alla sorella Baldegoto ma fu osteggiata dal fratello musulmano. Scappò una prima volta dalla casa natale per farvi poi ritorno poiché suo fratello aveva fatto imprigionare dei religiosi e dei chierici per ricattarla. Tornata fu brutalmente battuta. Si allontanò di nuovo da casa per anni e ne fece ritorno per volontà di martirio. Flora sapeva del destino che l'avrebbe aspettata se si fosse consegnata al cadì. Fu imprigionata ed in carcere conobbe Eulogio, uno dei martiri di Cordova che diede notizia del suo martirio e fu decapitato per aver professato la fede cattolica.
Si disse che il suo corpo, dopo essere stato gettato nei campi e rispettato dalle bestie che non se ne nutrirono, fu gettato nel fiume Guadalquivir.

## Culto
Il suo emblema è la palma.
Il Martirologio Romano la ricorda il 24 novembre: 
(Martirologio Romano)